# Lejonen Speedway
Lejonen är ett svenskt speedwaylag tillhörande Gislaveds Motorklubb, bildat 13 december 1929. Lejonens första speedwaylag startades 1963 och deltog i Division 3, som man vann 1965. 2007 kvalificerade man sig för deltagande i Elitserien 2008. Som nykomling blev man 2008 svenska mästare efter finalvinst mot Vetlanda, en titel man 2009 behöll genom att finalslå Vargarna. Även 2010 var klubben i final, dock blev det finalförlust mot Vetlanda. Den 1 oktober 2024 bärgade klubben sitt tredje svenska mästerskap, då man besegrade Dackarna i finalserien.
Den 4 augusti 2011 meddelades att klubben blir av med elitlicensen inför 2012 års säsong. och den 22 februari 2012 begärdes klubben i konkurs. Den 29 februari meddelade Jönköpings tingsrätt att klubben försätts i konkurs.
Den 19 april 2012 meddelades att klubben nekades köra i Allsvenskan, och i stället fick inrikta sig på en säsong i Division 1. Sedan 2015 kör klubben återigen i Elitserien.

## OneParntnerGroupArena
Lejonen tävlar på OneParntnerGroupArena.
- Byggd 1931 som Sveriges första rundbana, första tävlingen där hölls 10 juli 1932.
- 1937 skedde svensk premiär med elektrisk startgrind.
- Banlängd: 368 meter.
- Raksträckorna: 80 meter.
- Raksträckor material: plyfa.
- Kurvradie: 40 meter.
- Kurbredd: 15 meter eller mer.
- Yttersarg kurvor: nät och luftstaket.
- Banrekord: 62,2 sekunder - Robert Lambert (2024-06-11).
- Publikrekord: 12 247, 10 augusti 1947. 7356 personer i nutid.
- SM-guld: 2008, 2009, 2024

## 2012 års trupp
- Eric Åshede

- Jonas Engdahl

- David Ruud

- Oliver Berntzon

Gästförare
- Jonas Davidsson

- Daniel Davidsson

- Peter Ljung

Lagledare: Jesper Lindroth
Sportchef: Anders Fröjd

## 2016 års trupp
- Nicki Pedersen
- Chris Holder
- Kenneth Bjerre
- Hans Andersen
- Pontus Aspgren
- Mathias Thörnblom
- Anders Thomsen
- Peter Karlsson
- Rafal Okoniewski
- Anders Mellgren
- Joel Kling
- Oskar Rikardsson
- Maksymilian Bogdanoqicz

## 2021 års trupp[8]
- Oliver Berntzon
- Linus Eklöf
- Jaroslaw Hampel
- Casper Henriksson
- Krzysztof Kasprzak
- Nikolai Klindt
- Robert Lambert
- Edwin Pohjantähti
- Mathias Thörnblom
- Rohan Tungate
- Grzegorz Walasek

- Lagledare: Anders Fröjd och Mikael Holmstrand

## 2022 års trupp[9]
- Dimitri Bergé
- Oliver Berntzon
- Maksym Drabik
- Patryk Dudek
- Jaroslaw Hampel
- Casper Henriksson
- Dominik Kubera
- Hubert Legowik
- Emil Millberg
- Jakub Miskowiak
- Jeremia Thelaus
- Mathias Thörnblom
- Bartosz Zmarzlik

- Lagledare: Anders Fröjd och Mikael Holmstrand

### Fotnoter
1. ↑  ”Tabell speedway elitserien”. Sveriges Radio. 12 maj 2014. https://sverigesradio.se/artikel/5860505. Läst 26 september 2023.
2. ↑  ”SVT Sport”. 4 augusti 2011. https://www.svt.se/sport/artikel/lejonen-blir-av-med-elitlicensen. Läst 4 augusti 2011.
3. ↑  ”Motala & Vadstena Tidning”. 21 februari 2012. Arkiverad från originalet den 11 juli 2012. https://archive.is/20120711090007/http://mvt.se/sport/speedway/1.1553072-lejonen-har-begarts-i-konkurs. Läst 22 februari 2012.
4. ↑  ”SVT Sport”. 29 februari 2012. https://www.svt.se/sport/artikel/lejonen-speedway-gar-i-konkurs. Läst 29 februari 2012.
5. ↑  ”Allsvenska jättejumbon lägger ner”. SVT Sport. 19 april 2012. Arkiverad från originalet den 16 juli 2012. https://archive.is/20120716191547/http://svt.se/2.21335/1.2777051/torres_stangs_av. Läst 19 april 2012.
6. ↑  ”EPAB NY ARENASPONSOR! - Lejonen Speedway”. www.lejonen.se. Arkiverad från originalet den 29 juni 2016. https://web.archive.org/web/20160629115209/http://www.lejonen.se/Nyheter/Nyheter1/EPAB-NY-ARENASPONSOR/. Läst 17 maj 2016.
7. ↑  ”Arena”. Lejonen Speedway. Arkiverad från originalet den 27 juli 2021. https://web.archive.org/web/20210727094123/https://www.lejonen.se/ga-pa-match/anlaggningen. Läst 29 juli 2021.
8. ↑  ”Lejonen spelartrupp”. Lejonen Speedway. Arkiverad från originalet den 29 juli 2021. https://web.archive.org/web/20210729181255/https://www.lejonen.se/lag/236e-236eDdyAI__lejonen. Läst 29 juli 2021.
9. ↑  ”Lejonen spelartrupp”. Lejonen Speedway. Arkiverad från originalet den 9 augusti 2022. https://web.archive.org/web/20220809190030/https://www.lejonen.se/lag/236e-236eDdyAI__lejonen/roster. Läst 9 augusti 2022.